# Iphofen
Iphofen (ⓘ) ist eine Stadt im unterfränkischen Landkreis Kitzingen und der Sitz der Verwaltungsgemeinschaft Iphofen. Durch den Weinanbau wurde die Stadt auch überregional bekannt. Mit ihrem malerischen, vollständig erhaltenen mittelalterlichen und barocken Altstadtensemble bildet Iphofen gleichzeitig einen touristischen und historischen Anziehungspunkt.
Die Einwohner Iphofens heißen Iphöfer. Ebenso wird das Adjektiv zum Stadtnamen gebildet, beispielsweise in Iphöfer Stadtmauer oder den Bezeichnungen der Iphöfer Weinlagen.

## Geografie

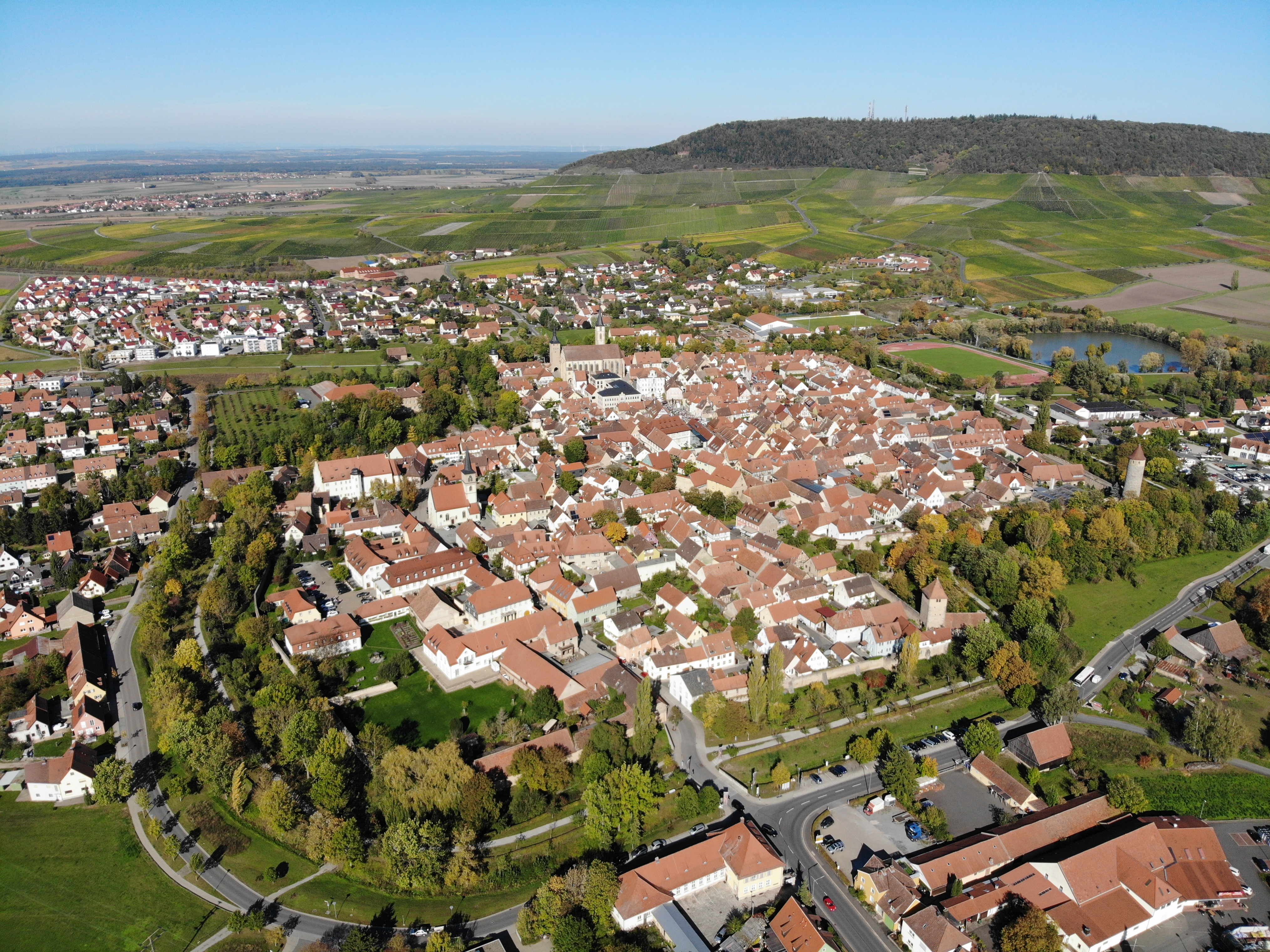
Iphofen Luftaufnahme Iphofens mit dem Schwanberg im Hintergrund (2019)

### Geografische Lage
Die Stadt liegt am Fuße des Schwanbergs, eines der höchsten Berge des Steigerwalds. 10 km nordwestlich von Iphofen verläuft der Main. Iphofen liegt in der Planungsregion Würzburg (Bayerische Planungsregion 2) und gehört zur Hellmitzheimer Bucht. Diese schiebt sich tief in den Steigerwald hinein und öffnet sich westwärts zum Maintal.:8
Das Stadtgebiet wird vom Wehrbach und dem Siechhausbach durchflossen, die beide westlich des Stadtkerns in den Sickersbach münden. Im Osten der Iphöfer Gemarkung beginnt der Steigerwald. Hier ist der seit dem Spätmittelalter in den Händen der Einwohner der Stadt nachgewiesene Iphöfer Stadtwald zu finden.

### Ausdehnung des Stadtgebiets
Iphofen hat ein sternförmiges Stadtgebiet, das sich in die vier Himmelsrichtungen erstreckt. Es wird im Norden vom Schwanberg, im Osten vom Kalbberg und im Süden von der Bahnstrecke Fürth–Würzburg begrenzt.

### Gemeindegliederung
Es gibt 22 Gemeindeteile (in Klammern ist der Siedlungstyp angegeben):
- Birklingen (Kirchdorf)
- Bruckhof (Weiler)
- Domherrnmühle (Einöde)
- Dorfmühle (obere) (Einöde)
- Dornheim (Pfarrdorf)
- Fischhof (Weiler)
- Forsthaus (Einöde)
- Gumpertsmühle (Einöde)
- Hellmitzheim (Pfarrdorf)
- Herrgottsmühle (Einöde)
- Hohlbrunnermühle (Einöde)
- Iphofen (Hauptort)
- Landthurm (Weiler)
- Mönchsondheim (Pfarrdorf)
- Mühle (untere) (Einöde)
- Nenzenheim (Pfarrdorf)
- Nierenmühle (Einöde)
- Possenheim (Pfarrdorf)
- Schwarzmühle (Einöde)
- Seehof (Einöde)
- Vogtsmühle (Einöde)
- Waldhof (Einöde)

Es gibt die Gemarkungen Altmannshausen Nordwest, Birklingen, Dornheim, Hellmitzheim, Iphofen, Limpurgerforst, Mönchsondheim, Nenzenheim und Possenheim.

### Nachbargemeinden
Nachbargemeinden sind (von Norden beginnend im Uhrzeigersinn): Castell, Oberscheinfeld, Markt Bibart, Markt Einersheim, Sugenheim, Willanzheim, Mainbernheim, Rödelsee und Wiesenbronn.

### Naturräumliche Lage
Naturräumlich liegen Iphofen und seine Ortsteile in drei verschiedenen Gebieten. Die Stadt selbst hat Anteil am Schwanbergvorland mit seinen flachen Hügeln. Weiter östlich schließt sich der Nördliche Steigerwald mit wesentlich höheren Lagen an, eine Untereinheit wurde nach dem Schwanberg benannt. Die meisten Ortsteile aber liegen in der Hellmitzheimer Bucht im Süden des Gemeindegebietes.

### Klima
Iphofen liegt am Rand der Maingauklimazone im vielleicht niederschlagsärmsten Teil Unterfrankens und Bayerns. Die Jahresdurchschnittstemperatur beträgt ungefähr 8 °C.

## Geschichte

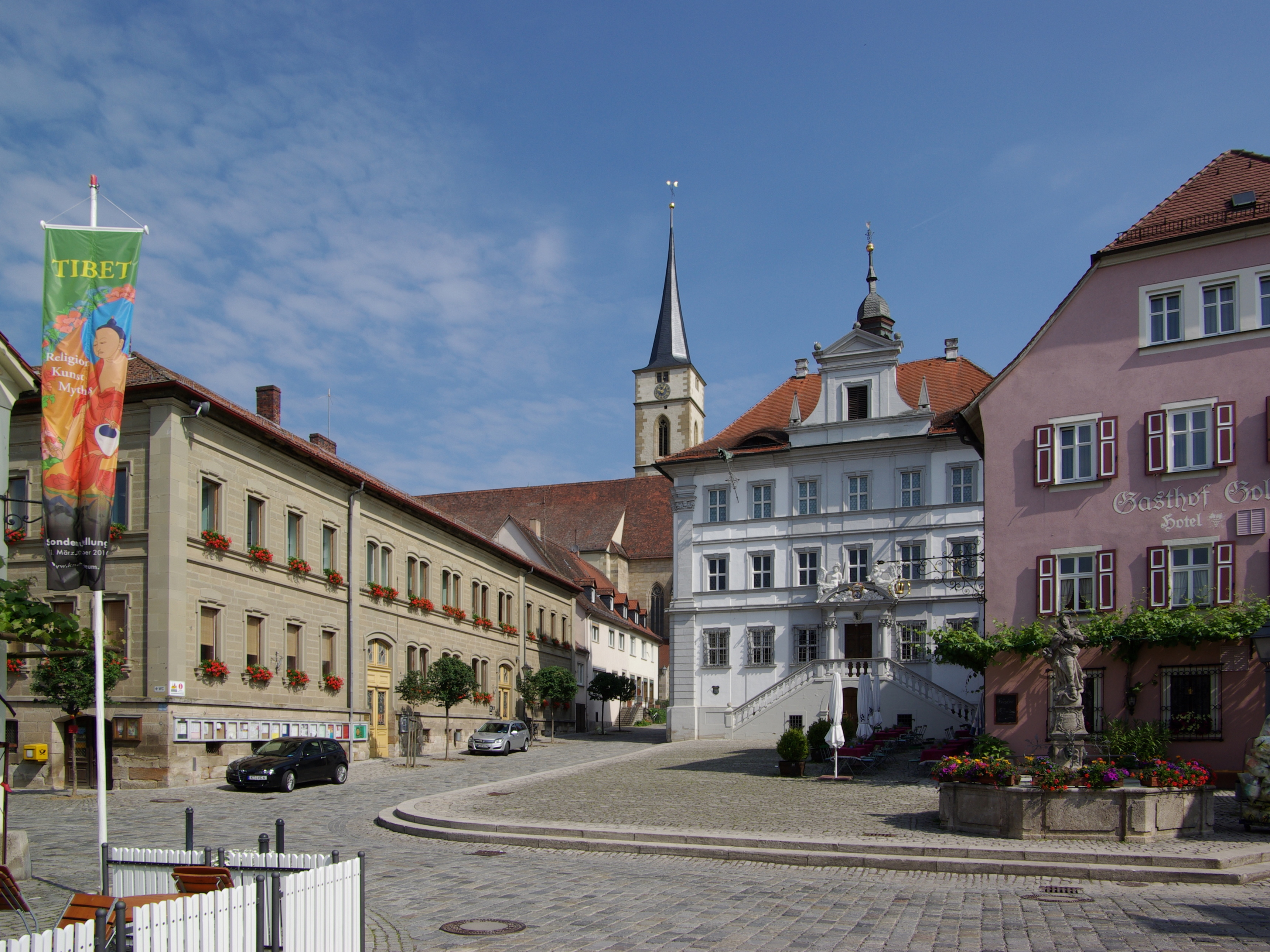
Marktplatz mit Stadtpfarrkirche St. Veit, Rathaus und Marienbrunnen

### Jüdische Gemeinde
Während des Mittelalters und der Frühen Neuzeit existierte in Iphofen zeitweise eine Israelitische Kultusgemeinde. Während des Mittelalters war die Gemeinde häufiger Verfolgungen ausgesetzt, so tötete man im Jahr 1298 insgesamt 25 Personen jüdischen Glaubens im Zuge der sogenannten Rintfleisch-Pogrome. Wohl um die Gräueltaten zu rechtfertigen, etablierte sich eine Legende, wonach die Juden geweihte Hostien geschändet haben sollen.
Während die Juden zusammen mit den christlichen Nachbarn den Wiederaufbau nach dem Dreißigjährigen Krieg geleistet hatten, plante der Stadtrat im Jahr 1683 wiederum die Juden zu vertreiben. Diesmal kam es allerdings zum Widerstand der Stadtbevölkerung. Ein Brief an den Würzburger Bischof unterstrich die gute Zusammenarbeit zwischen den Religionen. Dennoch setzte sich der Stadtrat durch und die Juden wurden aus Iphofen verbannt. Nun etablierte sich in der Stadt keine eigene Gemeinde mehr.

### Bis zum 19. Jahrhundert
Die erste urkundliche Erwähnung Iphofens stammt aus dem Jahre 741 und lautet „Ippihaoba“, was Hube am Iffbach bedeutet. In einem Schriftstück, das die Übereignung von 25 Kirchen von Karlmann an den Bischof von Würzburg dokumentierte, findet sich die Iphöfer Kirche Johannes der Täufer. 1293 erhielt Iphofen die Stadtrechte durch Manegold von Neuenburg, Bischof von Würzburg. In dieser Zeit entstand auch die noch erhaltene Stadtbefestigung. Um 1421 wurde das Gräbenviertel in die Stadtbefestigung einbezogen. Der Bau der Stadtpfarrkirche St. Veit wurde 1414 begonnen. Die Pest suchte Iphofen viermal, 1524, 1582–1586, 1611 und 1632, heim. Iphofen war Sitz des Amtes Iphofen.
Die Stadt war in der zweiten Hälfte des 16. Jahrhunderts fast vollständig evangelisch. Die rigorose Konfessionspolitik des Würzburger Fürstbischofs Julius Echter mit Androhung des Landesverweises führte 1586 durch zahlreiche erzwungene Konversionen jedoch einen Wendepunkt herbei. Ab diesem Zeitpunkt stieg der Anteil der Katholiken konstant an, zudem waren bereits bei der Pestepidemie von 1582 bis 1586 viele betuchte und einflussreiche Protestanten gestorben. Um 1650 war Iphofen schließlich ein rein katholischer Ort.
Bereits 1620 begannen für die Stadt durch den Einfall von Söldnern in die Iphöfer Flur die Plagen des Dreißigjährigen Krieges. Für die folgenden Jahre sind diese im Stadtarchiv in reichlich vorhandenen Urkunden und Ratsprotokollen belegt. Der Bau des barocken Rathauses wurde 1716 begonnen.
1803 ging die Gemeinde im Rahmen des Reichsdeputationshauptschlusses vom Hochstift Würzburg, das zum Fränkischen Reichskreis gehörte, an das Kurfürstentum Bayern über.

### 20. Jahrhundert
Durch eine Reblaus-Epidemie ging der Weinbau 1905 nieder.
Im Laufe des 20. Jahrhunderts fand ein wirtschaftlicher Wiederaufschwung statt, insbesondere 1932 durch die Gründung und das folgende Wachstum der Firma Knauf Gips. Außerdem wurde die Pfropfrebe eingeführt. Im ersten Reichstagswahlkampf 1932 führte der aus Lauf stammende Neustädter Kaufmann Richard Schwab mit dem Nürnberger Stadtrat und späteren SS-Sturmbannführer Hans Bäselsöder im Auftrag des Bezirks Scheinfeld der NSDAP einen Propagandamarsch von Hellmitzheim nach Iphofen an. Im Zweiten Weltkrieg blieb die Stadt weitgehend von Zerstörungen verschont. Durch Initiative von Ruppert Schneider und Karlheinz Spielmann war Iphofen zur Lazarettstadt erklärt worden.

### Historischer Kriminalfall
Am 27. Februar 1753 wurde der Pfarrer zu Possenheim, Georg Friedrich Esper, bei einem nächtlichen Überfall auf das Pfarrhaus getötet. Dieser brutale Einbruch und Mord war bereits zur Zeit des Geschehens ein spektakulärer Kriminalfall und weit über den Ort hinaus bekannt geworden. Eine bis zu 25 Personen starke Räuberbande, verkleidet mit falschen Bärten und bewaffnet mit Gewehren, Stemmeisen und Seilen, verschaffte sich in der Tatnacht gegen 22:00 Uhr gewaltsam Zugang in das Gebäude. Ein Teil der Bande überwältigte und fesselte die beiden Mägde in ihrer Kammer und hüllte sie in Bettdecken. Die jüngere der beiden wurde von den Tätern vergewaltigt. Weitere Räuber drangen im oberen Stockwerk in die Kammer der Familie des Pfarrers ein und fesselten ihn, nachdem sie ihn mit brutaler Gewalt überwunden hatten. Auch seine Frau und die Kinder wurden an Händen und Füßen gefesselt. Anschließend durchsuchten die Diebe das gesamte Mobiliar und trugen alles von Wert aus dem Haus. Kaum war das Diebesgut, der Wert wurde auf 800 Gulden geschätzt, vom Hof getragen, schlossen die dreisten Räuber die Türen des Pfarrhauses wieder sorgfältig ab und flohen in die dunkle Nacht. Die Frau des Pfarrers konnte sich schließlich befreien. Mit lauten Schreien gelang es ihr, den Nachtwächter zu alarmieren. Die eintreffenden Helfer konnten allerdings nur noch den Tod des Pfarrers feststellen. Den eilig zusammengelaufenen Bürgern war die sofortige Verfolgung der Täter mangels erkennbarer Spuren nicht möglich. Trotz umfangreicher Untersuchungen verschiedener Behörden in der näheren und ferneren Umgebung, etlichen Hausdurchsuchungen und Verhaftung verdächtiger Personen konnte das Verbrechen nicht aufgeklärt werden.

### Eingemeindungen, Wüstungen und Verwaltungszugehörigkeit
Auf dem Gebiet von Mönchsondheim war die Siedlung Bulach zu finden, die im 13. Jahrhundert aufgegeben wurde. Der sogenannte Poppenhof, der seit dem 17. Jahrhundert östlich der Stadt lag, wurde im Jahr 1847 niedergebrannt und liegt seitdem wüst. Ebenfalls im Osten ist die Wüstung Osthofen zu finden. Auf dem Gebiet des Ortsteils Possenheim ist die Wüstung Kirchheim zu finden; das Dorf wurde bereits im 13. Jahrhundert aufgegeben.
Eine ähnliche Lage wird auch bei der Wüstung Eckelsheim angenommen. Nahe Possenheim war auch die Mönchshütte zu finden. Im 14. Jahrhundert wurde dagegen Kleindornheim nahe dem Ortsteil Dornheim verlassen. Bei Dornheim sind außerdem die Wüstungen Kellerhaus und Sulzbach zu verorten. Das ehemalige Siechhaus lag außerhalb der Stadt an der Straße nach Markt Einersheim.
Am 1. Januar 1972 wurden die Gemeinden Birklingen, Dornheim, Hellmitzheim, Mönchsondheim, Nenzenheim und Possenheim im Zuge der Gemeindegebietsreform eingemeindet. Bis zur Kreisreform, die am 1. Juli 1972 in Kraft trat, gehörte Iphofen zum Landkreis Scheinfeld.
Das gemeindefreie Gebiet Limpurger Forst wurde mit Wirkung vom 1. Januar 1984 in die Gemeinde Iphofen eingegliedert.

### Einwohnerentwicklung
Im Zeitraum 1988 bis 2018 stieg die Einwohnerzahl von 4130 auf 4619 um 489 Einwohner bzw. um 11,8 %.
Quelle: BayLfStat

## Politik

### Bürgermeister
Erster Bürgermeister ist seit dem 1. Mai 2020 Dieter Lenzer (Freie Wähler), der am 15. März 2020 mit 70,8 % der Stimmen gewählt wurde. Sein Vorgänger war vom 1. Mai 1990 bis 30. April 2020 Josef Mend von den Freien Wählern; er war zuletzt bei der Kommunalwahl 2014 mit 95,5 % der gültigen Stimmen im Amt bestätigt worden. Der Bürgermeister ist zusätzliches Mitglied des Stadtrats.

### Stadtrat
Der Stadtrat Iphofen setzt sich aus dem hauptamtlichen Bürgermeister und 16 Stadtratsmitgliedern zusammen. Die Kommunalwahl am 15. März 2020 ergab für die derzeitige Amtsperiode (1. Mai 2020 bis 30. April 2026) folgende Sitzverteilung:
- IBL: 1
- SPD: 2
- FW: 8
- CSU: 5

| Partei / Liste            | Sitze                   |
| ------------------------- | ----------------------- |
| CSU                       | 5 Sitze                 |
| Freie Wähler              | 8 Sitze + Bürgermeister |
| SPD                       | 2 Sitze                 |
| Iphöfer Bürgerliste (IBL) | 1 Sitz                  |

### Wappen
| Wappen von Iphofen | Blasonierung: „In Blau auf einem grünen Dreiberg ein silberner Eisenhut, dessen Rand zu beiden Seiten mit einem von Silber und Rot gevierten Fähnchen besteckt ist.“ |
| Wappen von Iphofen | Wappenbegründung: Der Eisenhut verweist auf die Wehrhaftigkeit der Stadt und ihrer Bürgerschaft. Die Fähnchen sind dagegen ein Hinweis auf die herrschaftliche Zugehörigkeit der Stadt in Mittelalter und Früher Neuzeit. Sie sind als Rennfähnlein der Bischöfe von Würzburg zu deuten. Drei Hügel könnten den Weinbau andeuten, der in der Umgebung betrieben wird. Das Wappen hat sich in verschiedenen Varianten überliefert, erstmals 1430 tauchen der Eisenhut und die Fähnchen auf. Zuvor war das Brustbild eines Bischofs mit Stab und Mitra zu sehen. Wappengeschichte: Unter dem Würzburger Bischof Manegold von Neuenburg (1287 bis 1303) wurde Iphofen zur Stadt erhoben. König Ludwig der Bayer bestätigte die Stadtrechte 1323. Aus den Jahren 1336 bis 1469 sind Abdrucke eines Siegels überliefert mit dem Brustbild eines Bischofs mit Mitra und Stab inmitten von Architektur. In einem Sekret um 1390, das durch Abdrucke seit 1430 belegt ist, steht das heutige Wappen. Die beiden sogenannten Hochstiftsfähnlein weisen auf das Hochstift Würzburg, den damaligen Stadt- und Landesherren. Der Eisenhut symbolisiert die bürgerliche Wehrhoheit. Er steht in den Siegeln bis Ende des 18. Jahrhunderts. Auf einem Schlussstein der Kirche um 1594 kommt er als spanischer Morion (spanische Helmform, die sogenannte Maurenkappe) vor. Im 19. Jahrhundert, als seine Bedeutung in Vergessenheit geraten war, hielt man ihn für einen Bauern- oder Offiziershut. In Wappenabbildungen dieser Zeit stand ein schwarzer Filzhut auf grünem Dreiberg. Wappensagen brachten die Entstehung des Wappens und die Bedeutung des Hutes in Verbindung mit dem Bauernkrieg von 1525 und dem Dreißigjährigen Krieg. |

Wappenvariante ohne Dreiberg
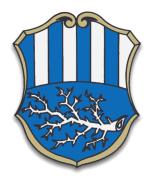
Wappen von Dornheim

### Städtepartnerschaften
Iphofen unterhält keine Städtepartnerschaften.

## Kultur und Sehenswürdigkeiten

### Museen
- Das Knauf-Museum mit Originalabgüssen aus den großen Museen der Welt und verschiedenen Wanderausstellungen
- Das Kirchenburgmuseum im Stadtteil Mönchsondheim
- seit 2022 die Geschichtsscheune mit einigen Artefakten aus der Ortsgeschichte
- ein Geschichtsweinberg auf den Anhöhen des benachbarten Schwanbergs, mit einer Abfolge zum Weinbau im Mittelalter bis in die 1960er Jahre
- Galerie MAX21
- Galerie Wilhelm J. Heckner

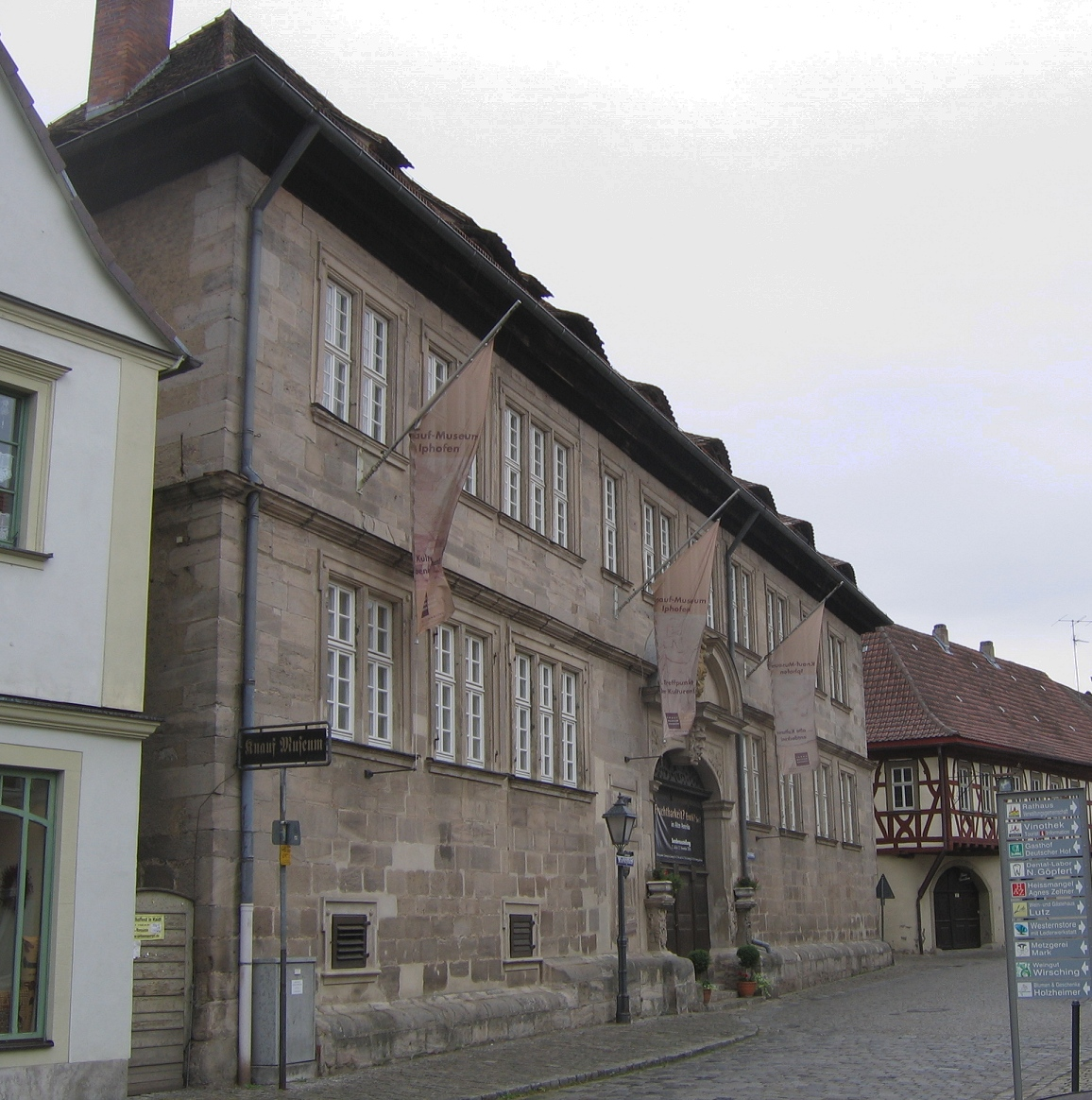
Knauf-Museum im alten Rentamt
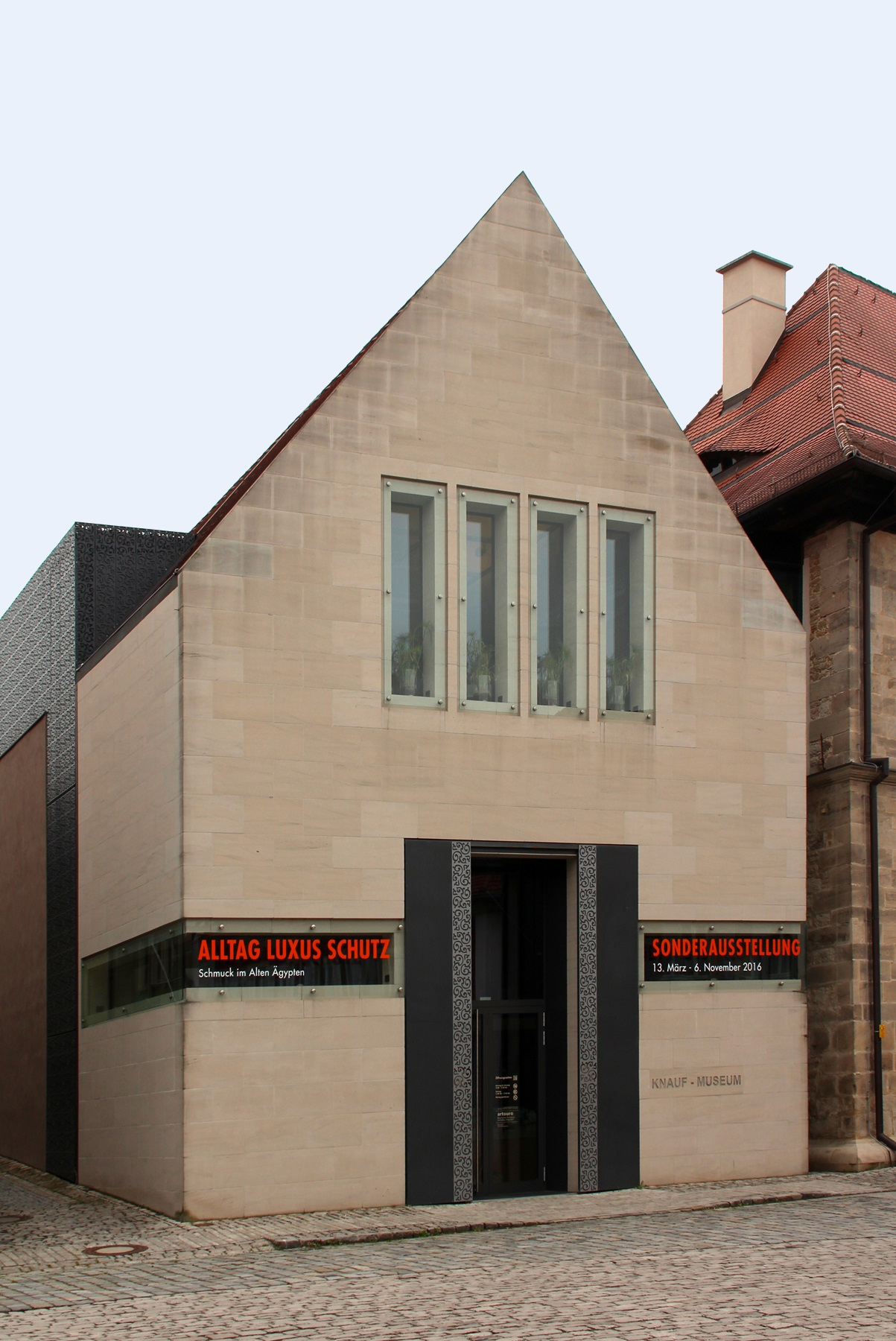
Neubau des Knauf-Museums
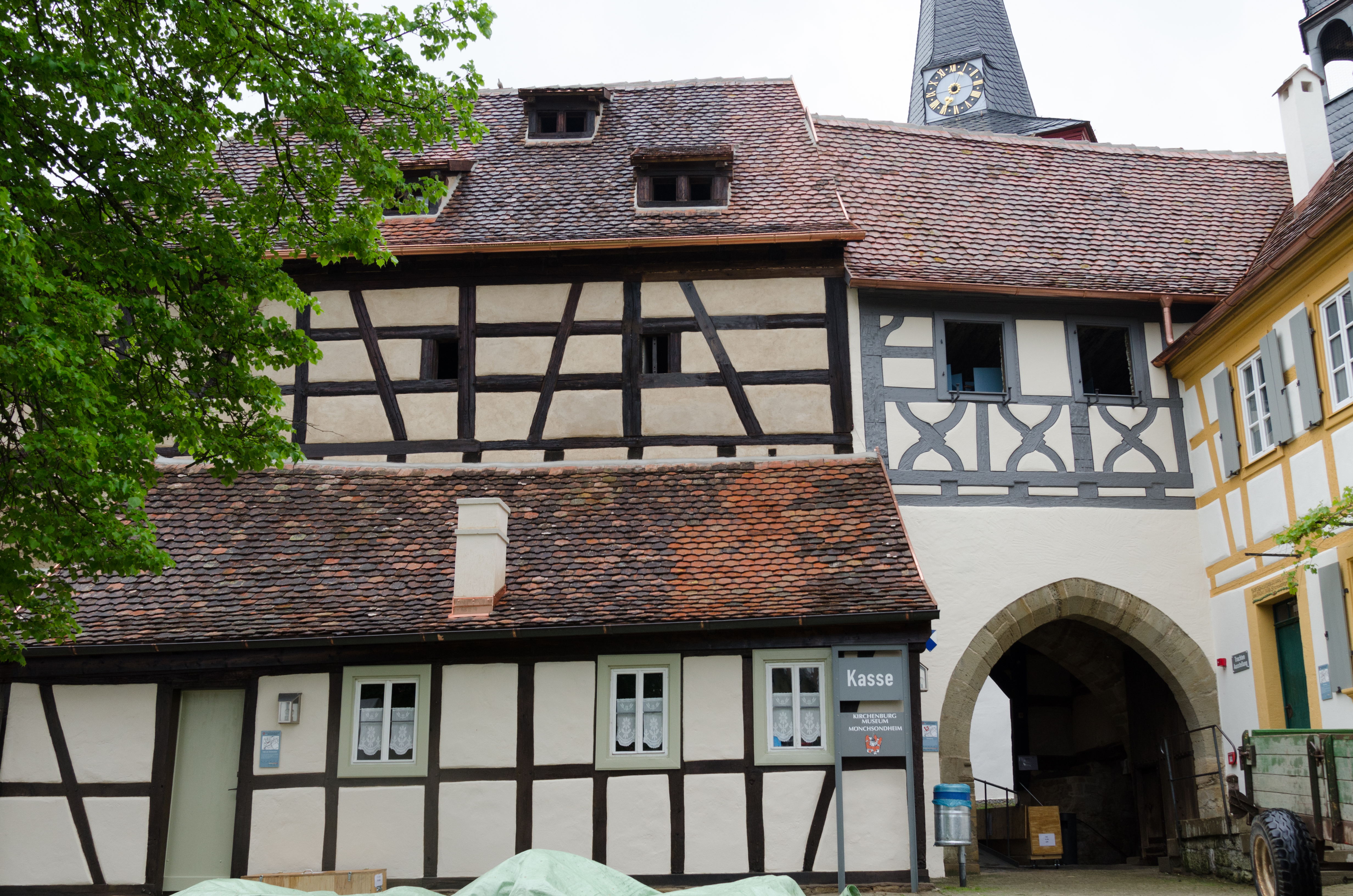
Kirchenburgmuseum Mönchsondheim

### Musik
In Iphofen gibt es mehrere Gesangvereine und Blaskapellen (Feuerwehrkapelle, Knauf-Bergmannskapelle etc.). In der Grundschule befindet sich eine Zweigstation der Musikschule Kitzingen.

### Bauwerke
Der bis in die 2000er Jahre erkennbare Niedergang der historischen Bausubstanz innerhalb des Mauerrings wurde in den letzten Jahren erkennbar gestoppt bzw. in eine positive Entwicklung umgestaltet. In den letzten Jahren hat insbesondere der Marktplatz und die umgebenden Gassen durch Restaurierungen sowie die Ansiedlung von hochwertigen Handwerksbetrieben (Schuhmacher, Kunsthandwerk und Schmuck, Nahrungsmittelherstellung) und die Umwidmung eines aufgelassenen Kaufhauses in ein Genusslokal mit regionalen Lebens- und Genussmitteln deutlich gewonnen.

#### Kirchen

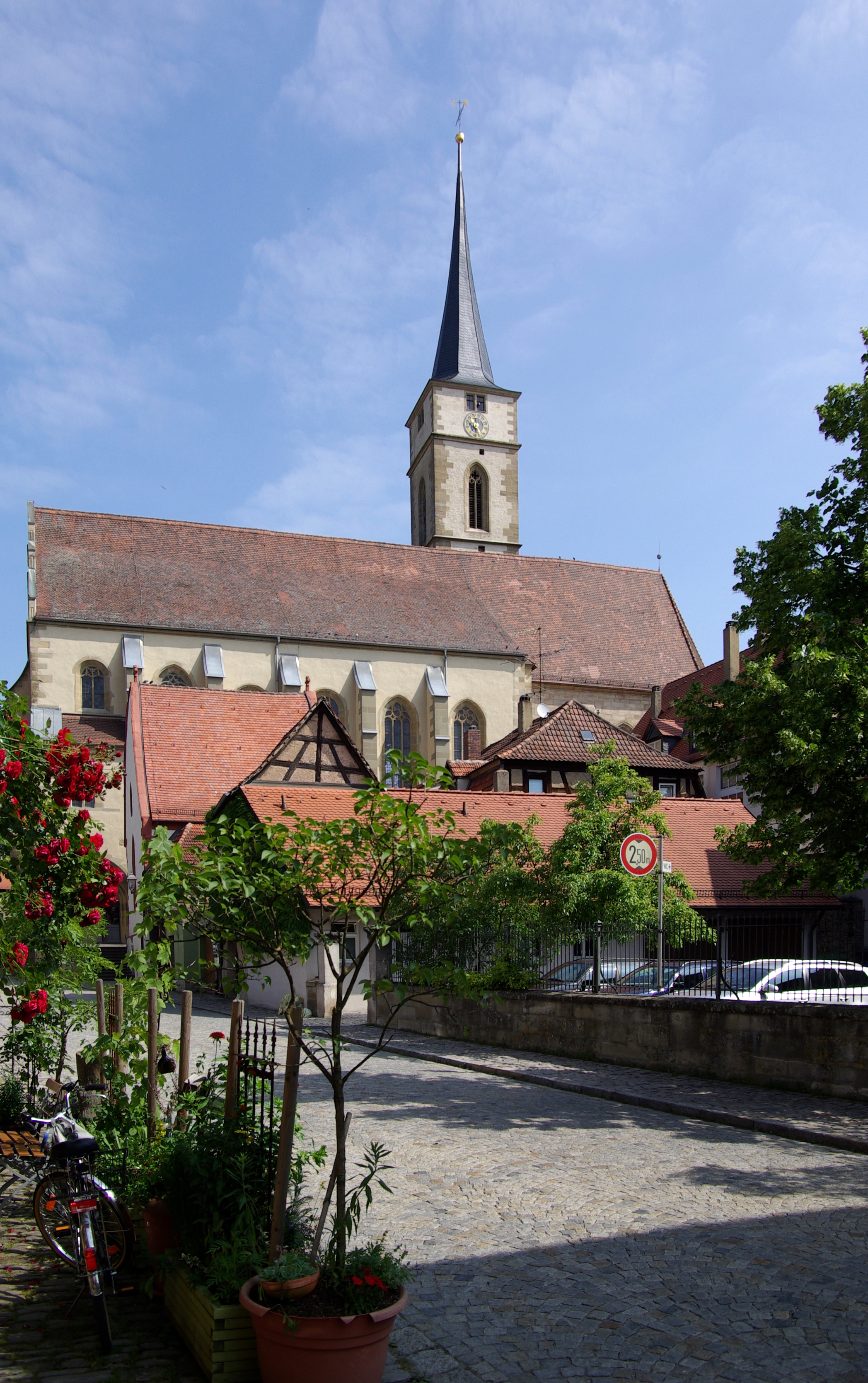
St. Vitus (Veit)
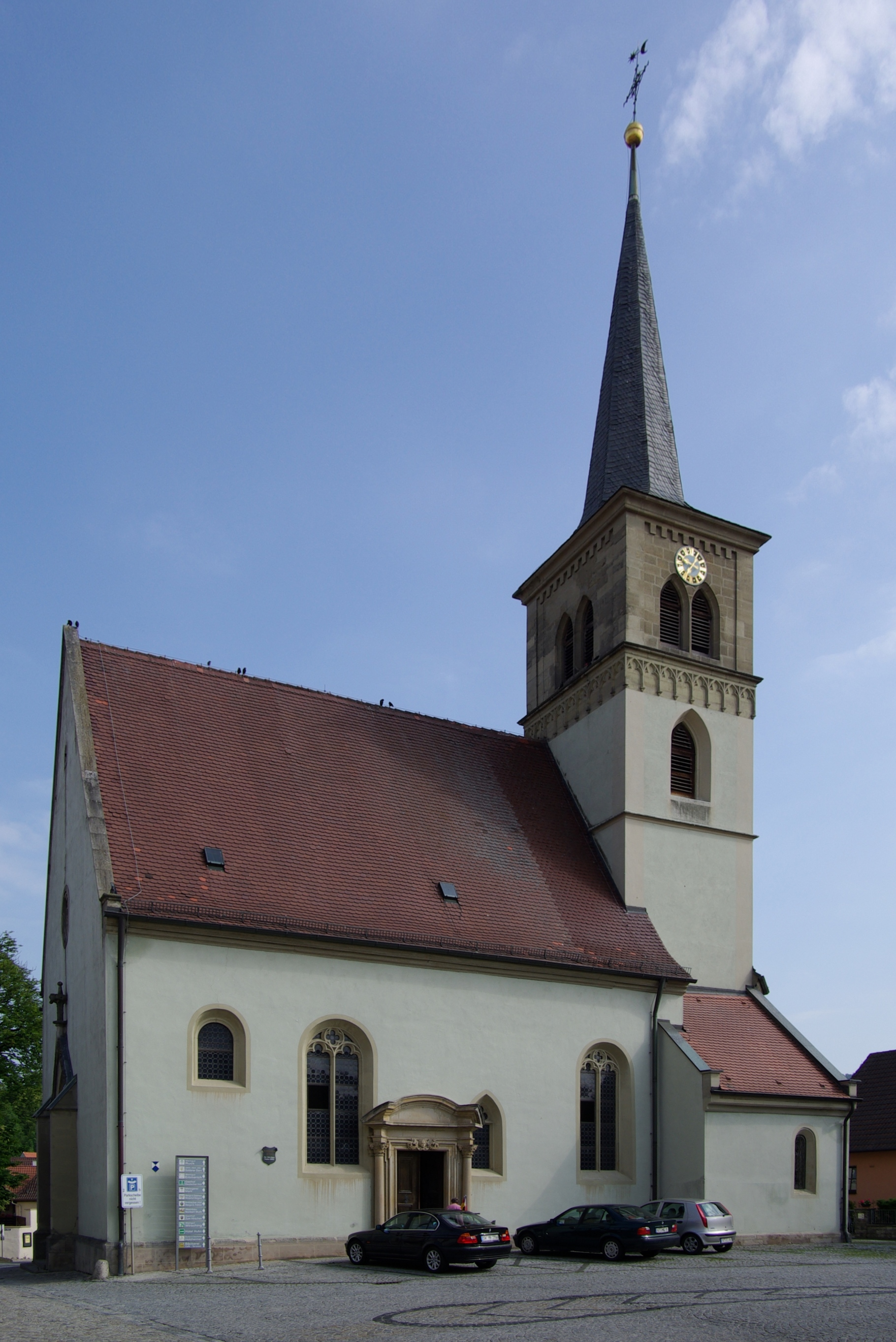
Kirche zum Heiligen Blut
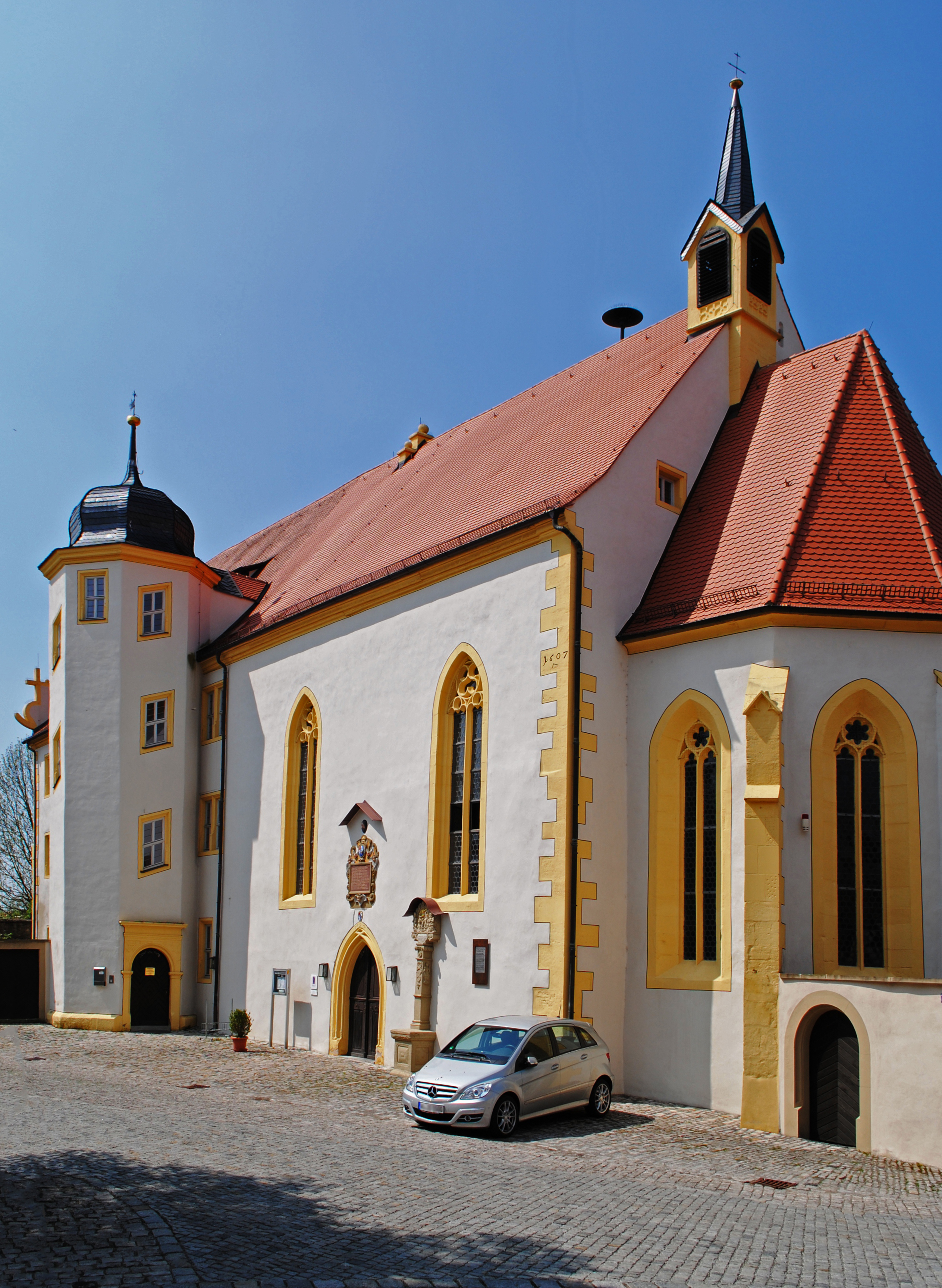
Spitalkirche
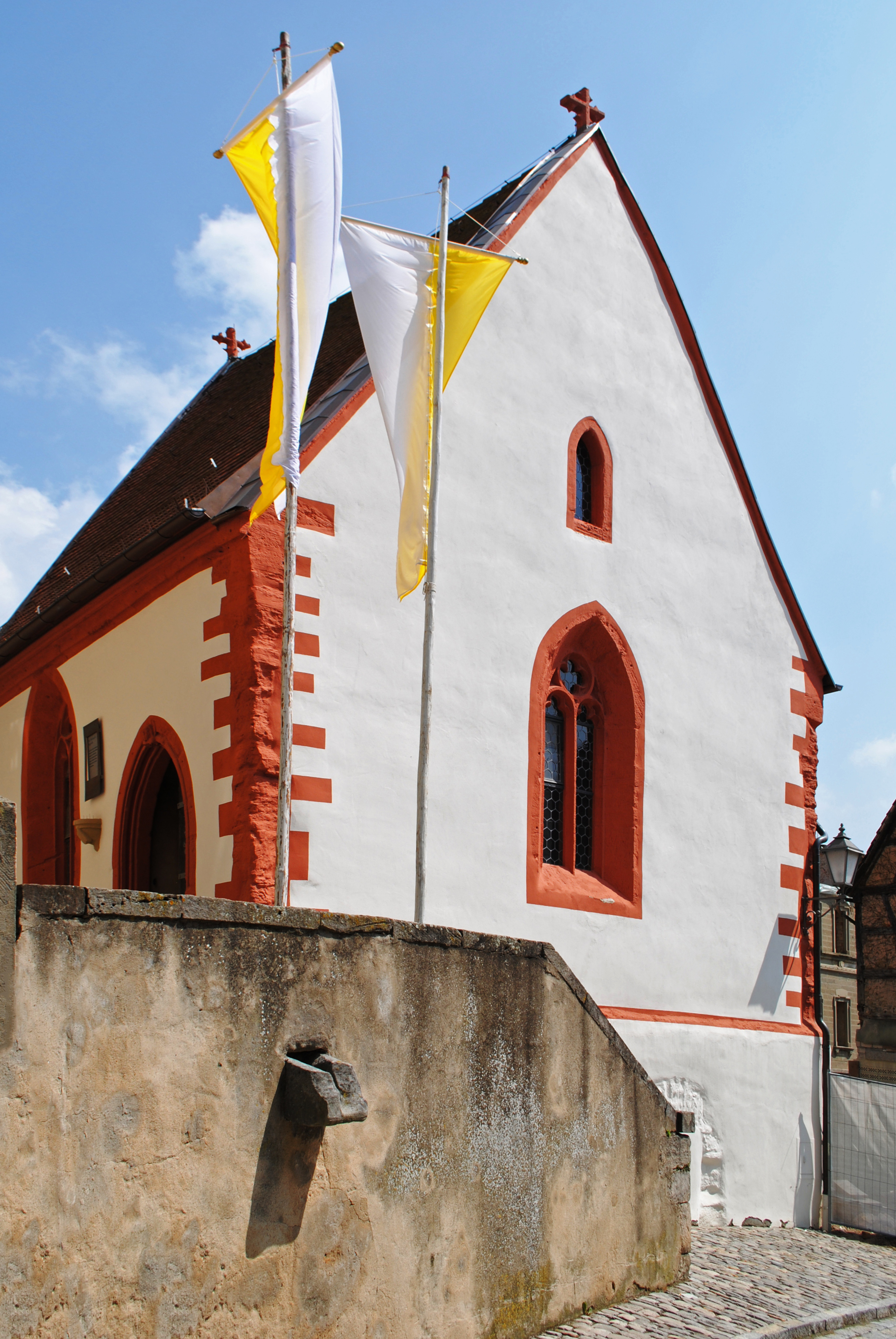
Beinhaus St. Michael

##### St. Veit
Die Erwähnung einer Kirche des Hl. Veit findet sich in den Quellen erstmals 1297. Älteste Teile stammen aus der Zeit um 1360. Die Stadtpfarrkirche St. Vitus enthält viele Kunstschätze, wie eine gotische Madonna und eine Statue Johannes des Evangelisten von Tilman Riemenschneider.

##### St. Michael
Die Michaelskapelle (um 1381) dient als Beinhaus. Die Gebeine sind noch heute vorhanden und durch Glasfenster sichtbar.

##### Kirche zum Hl. Blut
Am Ort einer Hostienschändung 1294 soll die Kapelle errichtet worden sein. Sie entwickelte sich zur Wallfahrtskirche. Diese erhielt 1329 durch den Würzburger Bischof Wolfram eine eigene Pfarrstelle. Die ehemalige Wallfahrtskirche dient heute als Nebenkirche von St. Veit.

##### Spitalkirche
Die Spitalkirche St. Johann Baptist (1338) war ehemals eine katholische Kirche. Heute wird sie als evangelische Kirche genutzt.

#### Stadtbefestigung
- Vollständig erhaltene Stadtmauer mit den Stadttoren Rödelseer Tor (1455–1466), Mainbernheimer Tor (1533–1548), Einersheimer Tor und dem seit 1596 zugemauerten Pesttor
- Mittelalterliche Stadttürme Mittagsturm, Bürgerturm, Eulenturm und Henkersturm
- Zehntkeller

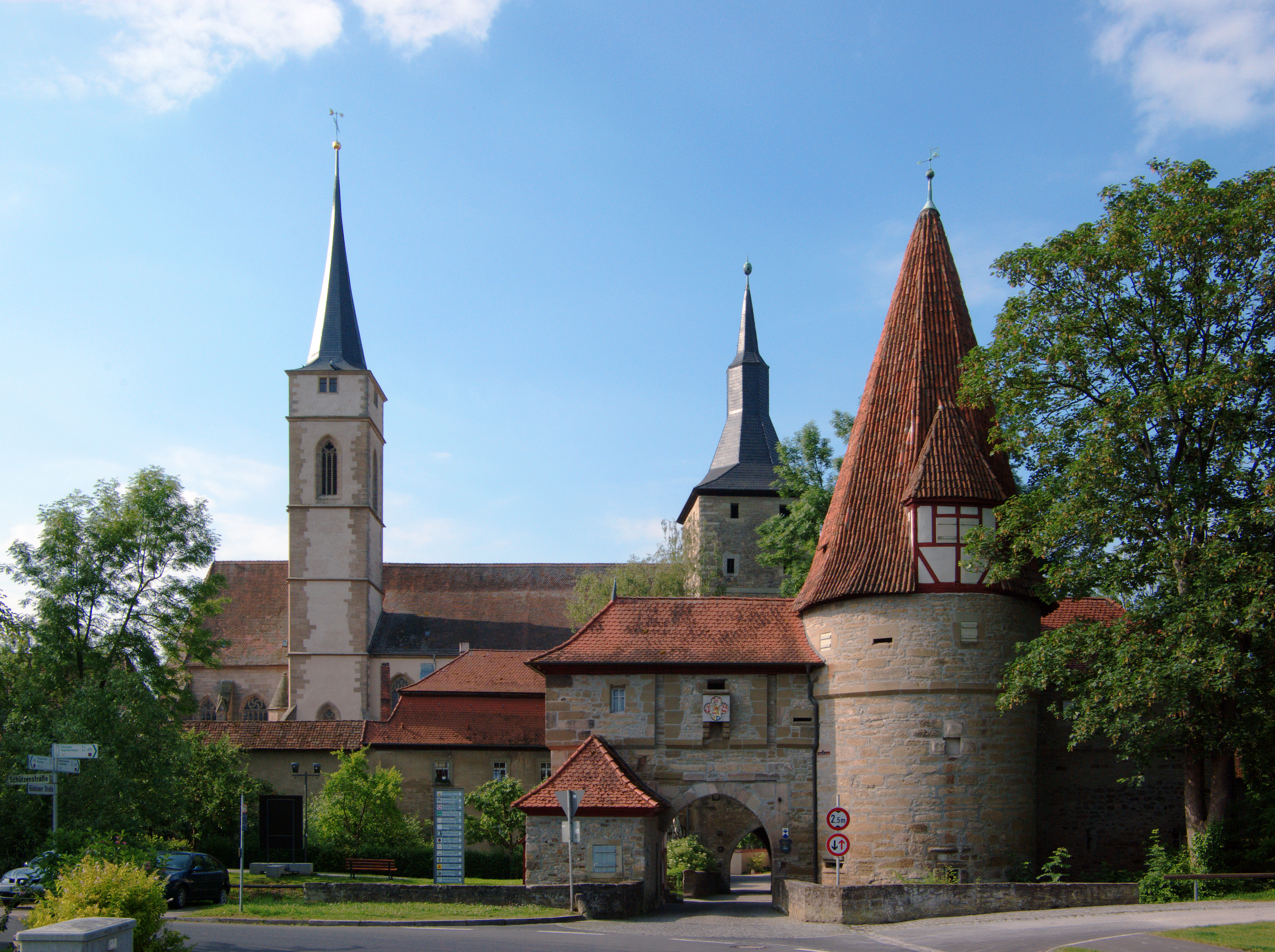
Rödelseer Tor, Nordseite
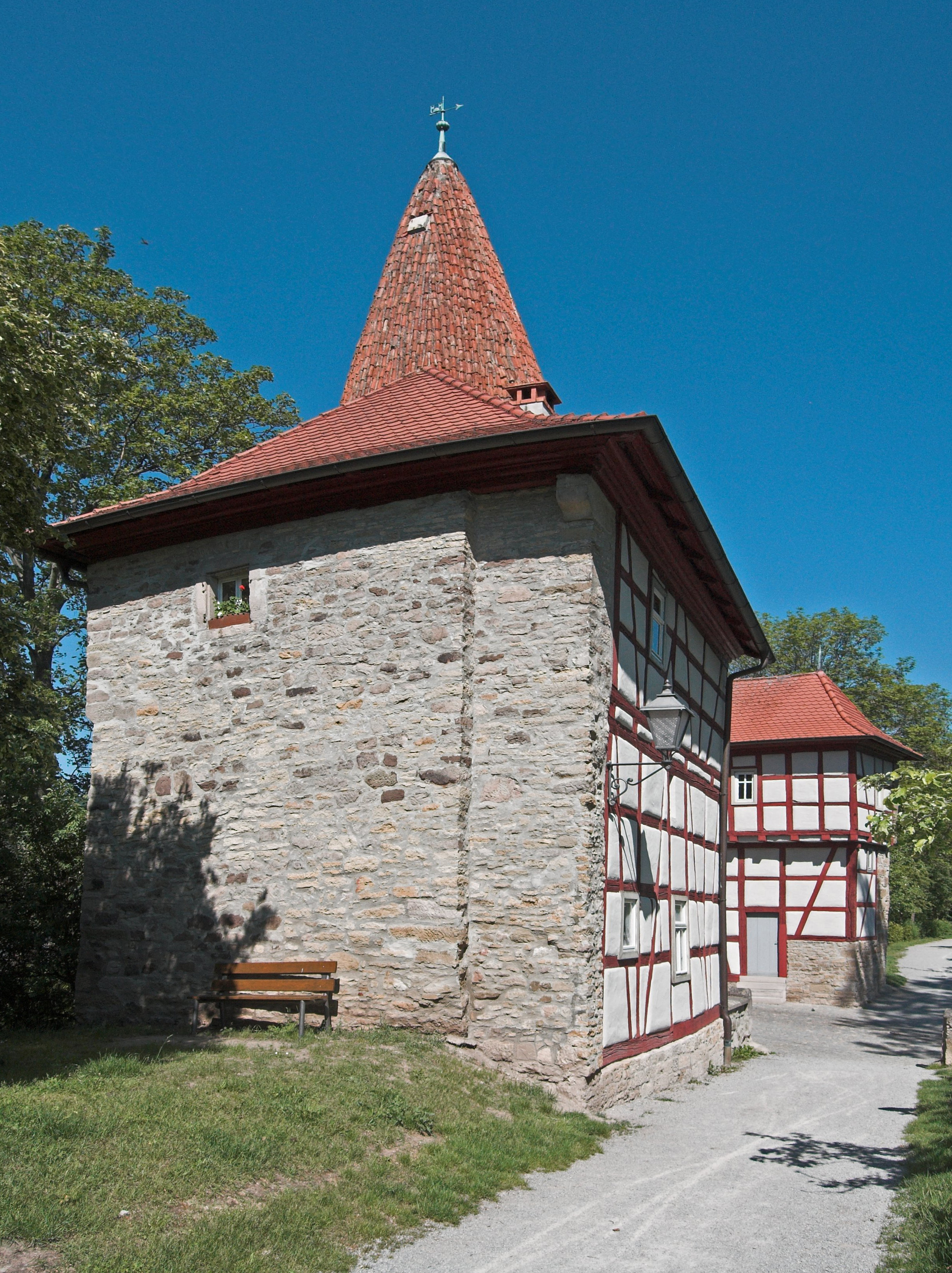
Rödelseer Tor, Westseite
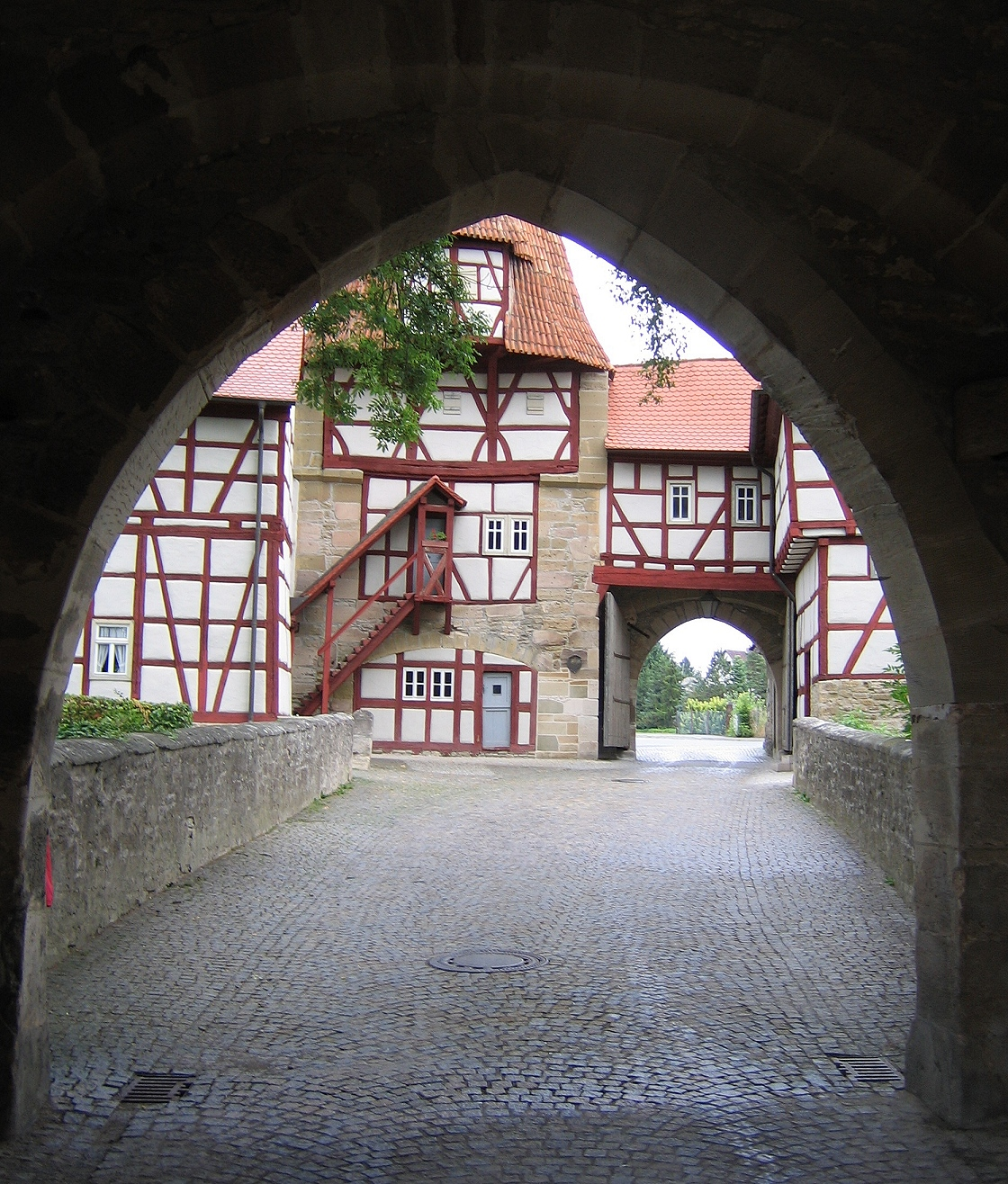
Rödelseer Tor, Südseite durch das Tor des Mittagsturms gesehen
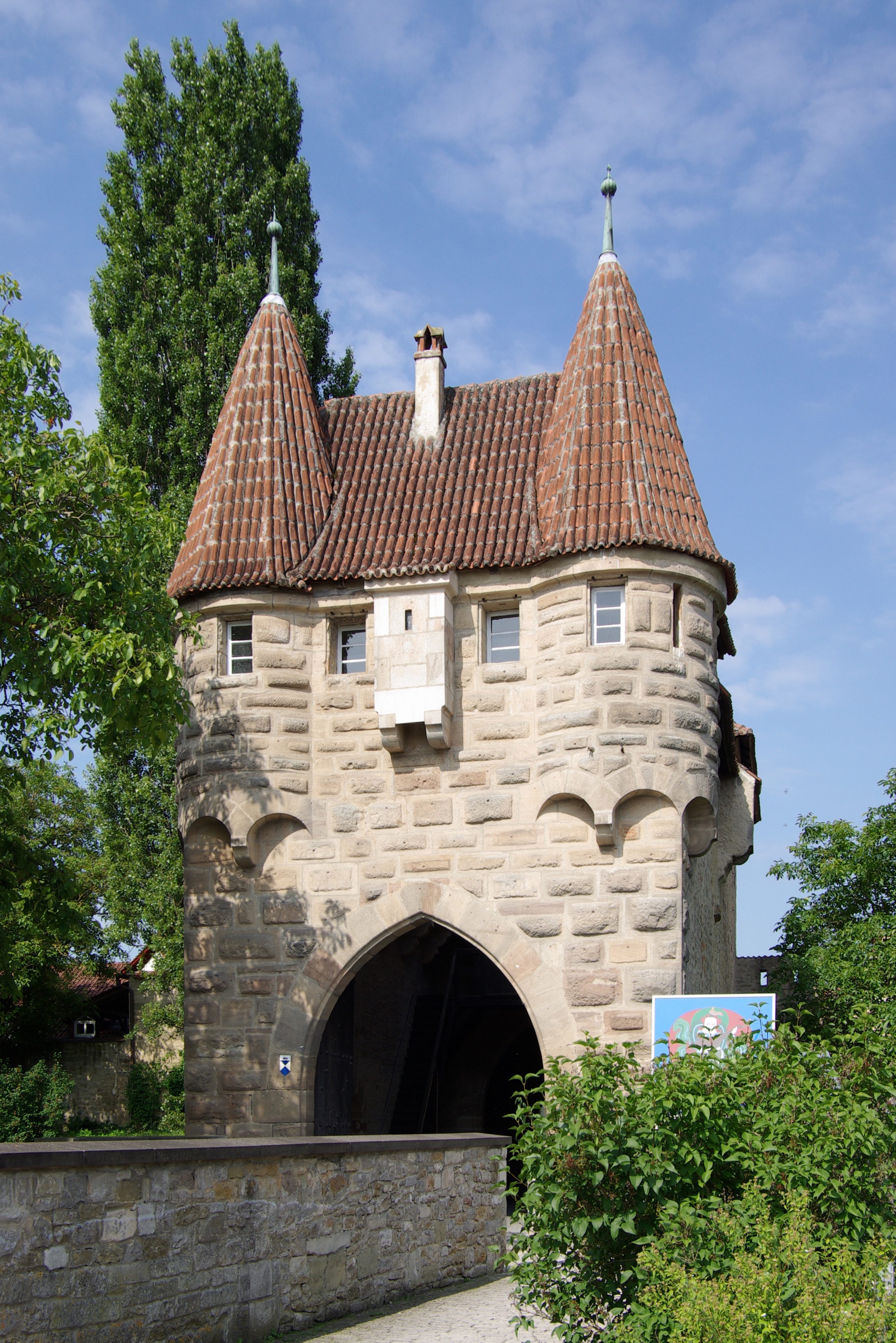
Einersheimer Tor, Ostseite
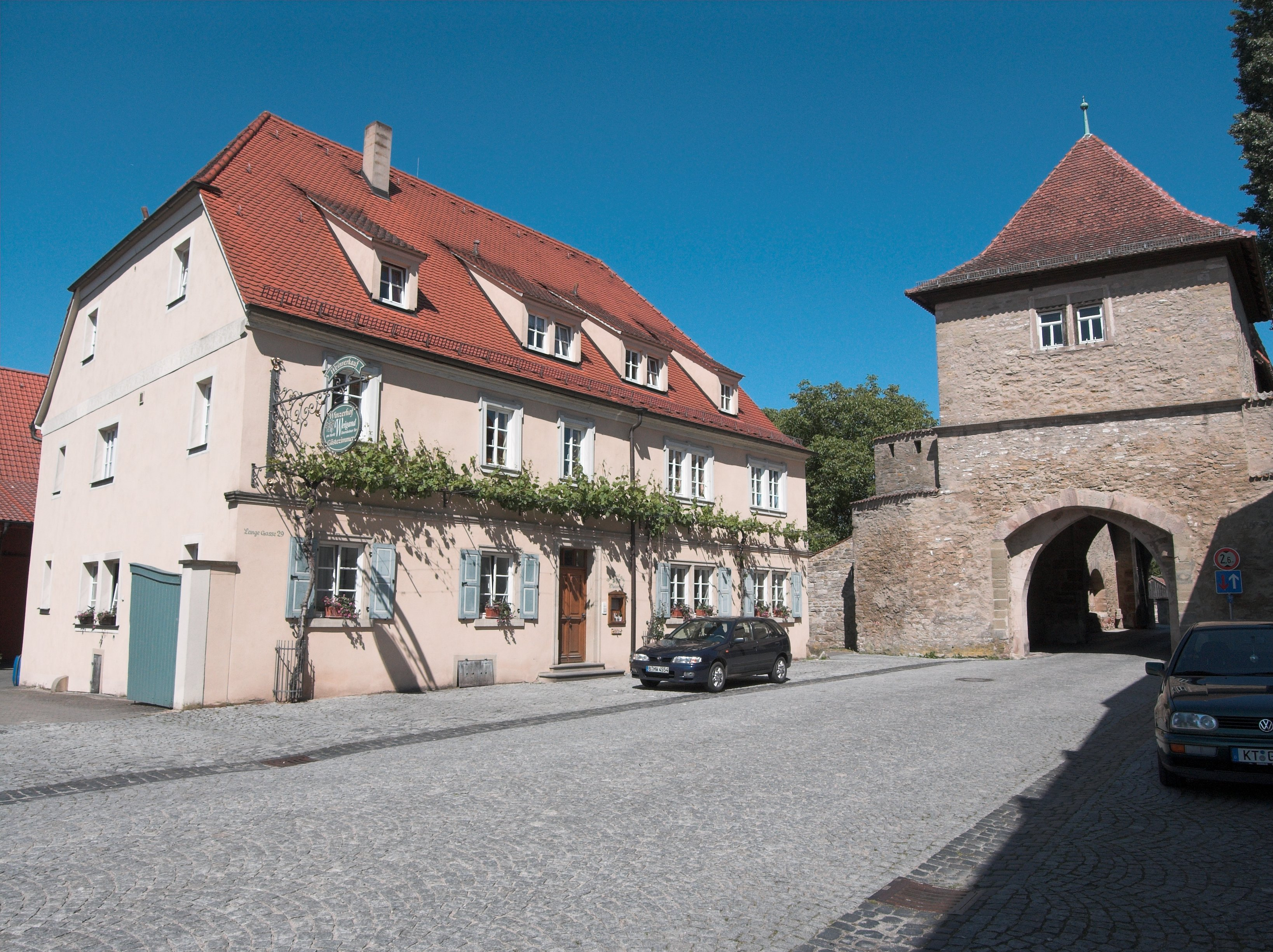
Einersheimer Tor, Westseite
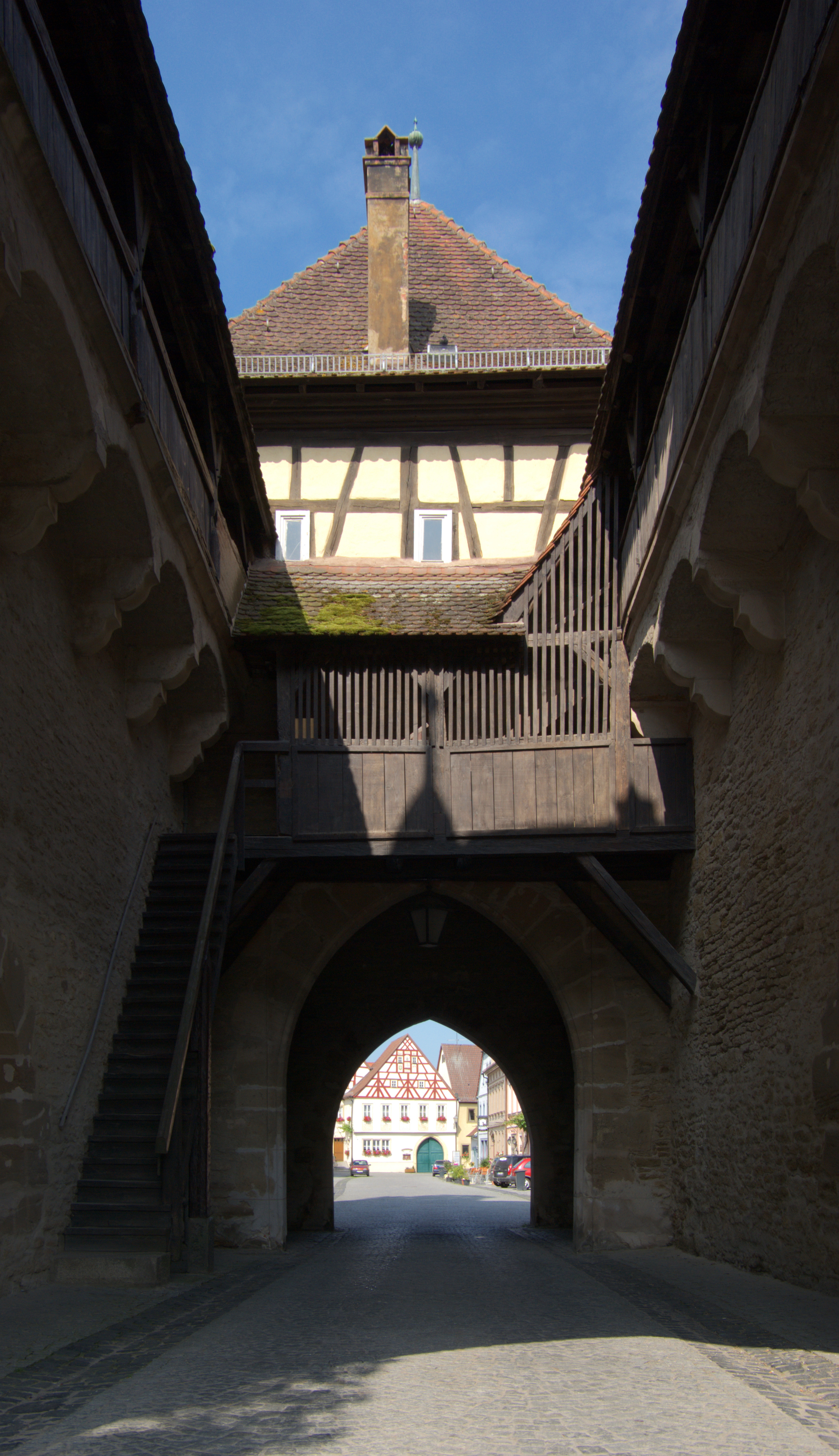
Einersheimer Tor, Innenseite
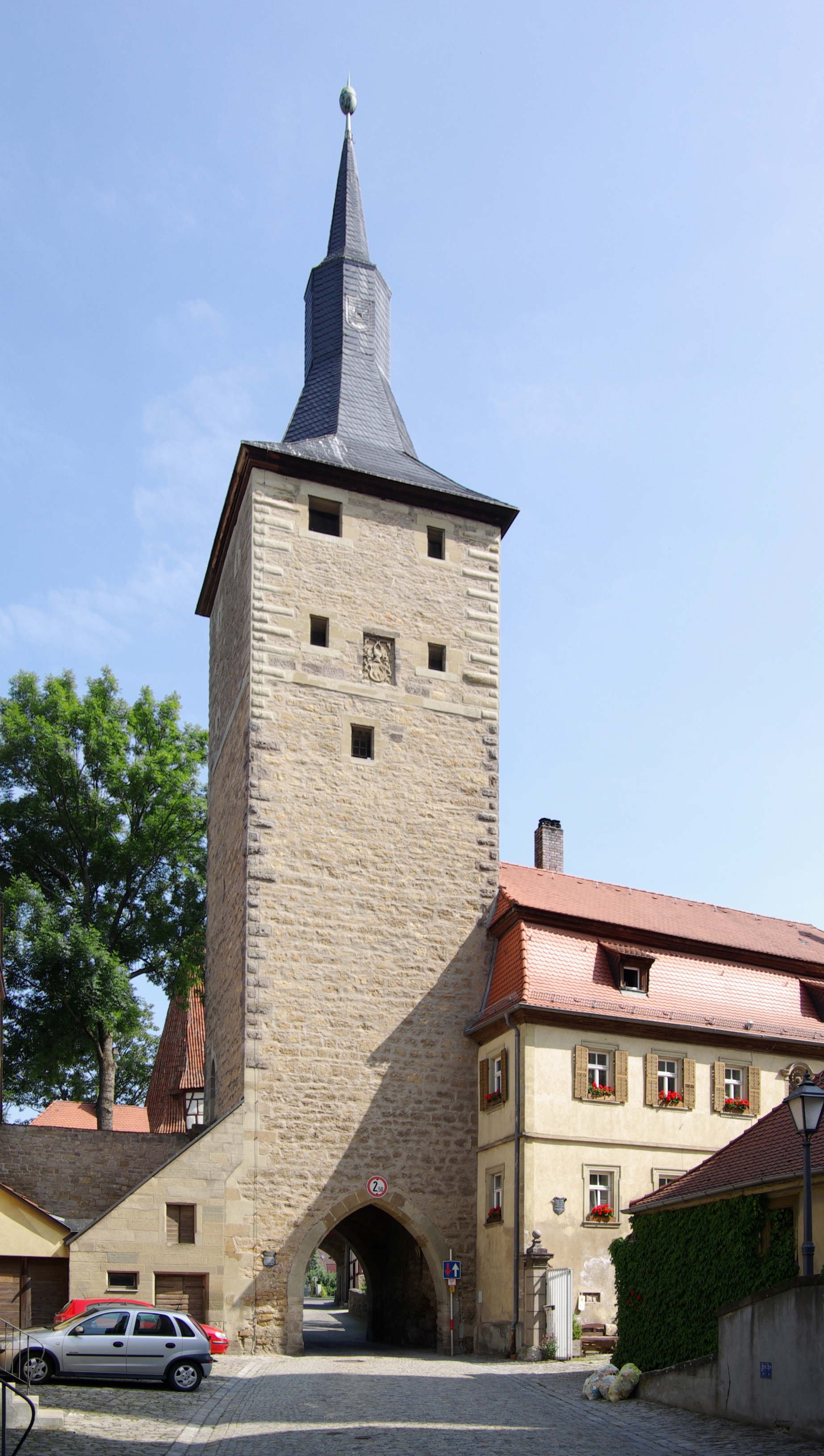
Mittagsturm
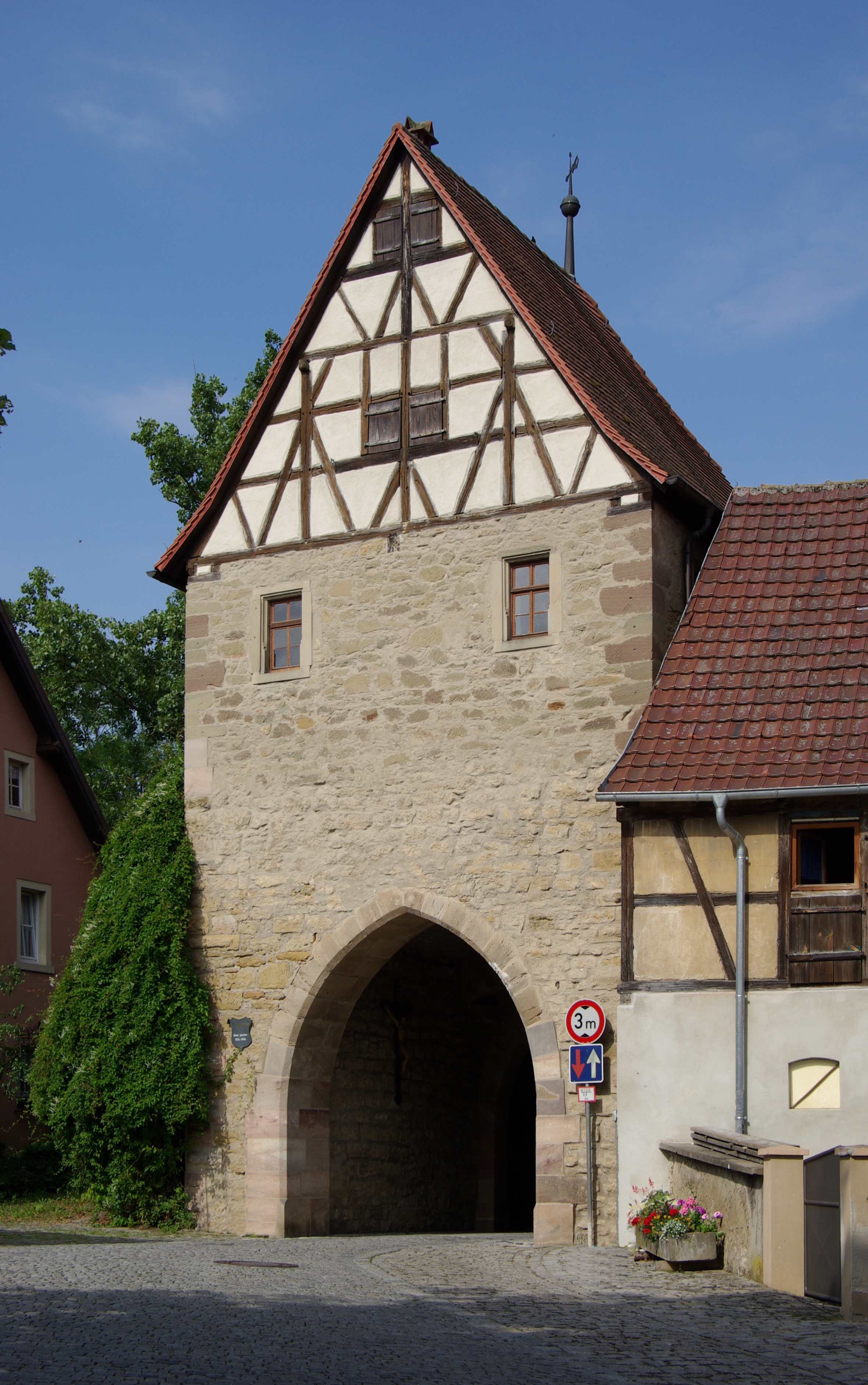
Mainbernheimer Tor, Ostseite
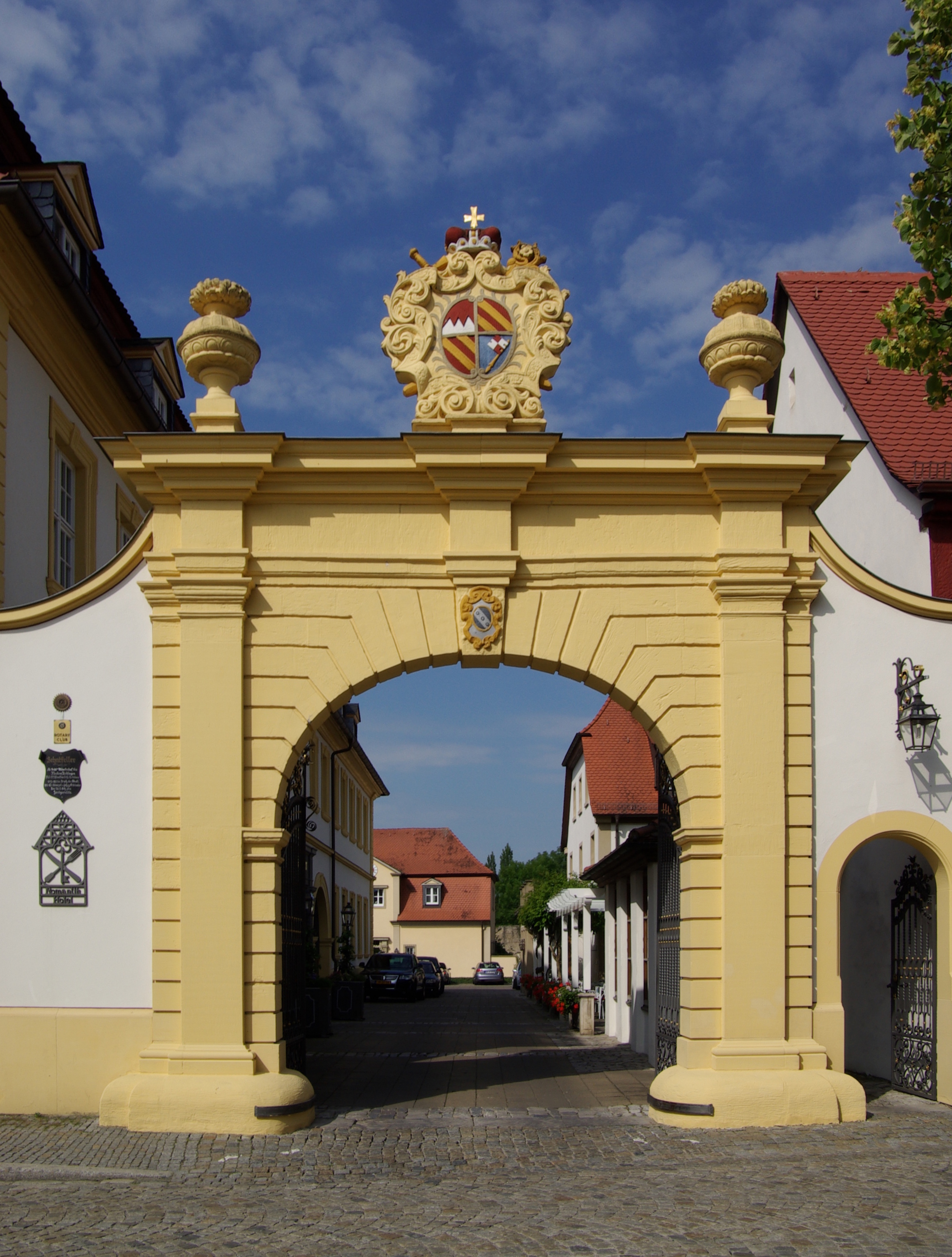
Einfahrt des Zehntkellers mit Wappen des Fürstbischofs Christoph Franz von Hutten

#### Historische Stadtbauten
- Knauf-Museum (1688). Alte Schenkstatt, dann Rentamt. Heute als Museum genutzt.
- Marktplatz mit Marienbrunnen und einem reizvollen Ensemble alter Fachwerkhäuser
- Rathaus (1716–1718)
- Vinothek, ursprünglich Mesnerhaus der Stadtpfarrkirche St. Veit, heute Kultur- und Weinbau-Präsentationshaus der Stadt
- Spitalmühle, ehemalige Getreide- und Lohmühle vor der alten Stadt
- Wenkheimer Hof, ehemaliger Verwaltungsbau der Familie Wenkheim nahe der Pfarrkirche
- Ehemaliger Zehntkeller, ehemaliger Zehnthof und Weingut des Würzburger Juliusspitals

### Umland
- Nordöstlich von Hellmitzheim befindet sich die als Naturdenkmal ausgewiesene Karstquelle Grundlos
- Nördlich am Schwanberg das Geotop Schichtstufen am Schwanberg
- Im äußersten Nordosten in der Gemarkung von Birklingen liegt außerdem das Naturschutzgebiet Schloßbergsattel bei Markt Einersheim

#### Höttehött-Denkmal
Auf einem strittigen Flurstreifen zwischen Iphofen und Rödelsee weidete einst ein Hirte seine Schafe und wurde vom Gericht als Schiedssprecher an das strittige Flurstück geladen, um unter Eid auszusagen. Die Bürger der Stadt Iphofen bestachen den Hirten, der den folgenden Meineid schwor: „So wahr der Schöpfer über meinem Haupte ist und Iphöfer Erde unter meinen Füßen ist, gehört diese Flur den Bürgern von Iphofen!“. Der Hirte trug beim Schwur eine Suppenschöpfkelle unter der Mütze und füllte sich vorher Iphöfer Erde in die Schuhe. Damit wurde der strittige Flurstreifen Iphofen zugesprochen. Der Hirte allerdings wurde nach diesem Meineid einen Kopf kürzer gemacht. Er war der Sage nach noch oft des Nachts spukend vor den Stadttoren Iphofens mit seinem Kopf unter dem Arm gesehen, seinen Namen Höttehött schaurig rufend.
Ein steinernes Denkmal Höttehött mit dem Kopf unter dem Arm in den Weinbergen von Iphofen erinnert an diese Begebenheit. Es ist Ausgangspunkt eines Wanderpfads hinauf zum Schloss Schwanberg. Diese Art des gedanklichen Vorbehalts beim Schwur, in der Rechtswissenschaft auch als Reservatio Mentalis bezeichnet, findet sich mancherorts in historischen Erzählungen oder Sagen wieder.

### Sport
Iphofen verfügt über Sport-, Fußball- und Tennisplätze. In Iphofen selbst gibt es außerdem ein Hallenbad, im benachbarten Markt Einersheim ein Freibad. Vereine sind z. B. der 1. FC Iphofen (mit Fußball-, Tennis- und Judoabteilung), der TSV Iphofen (u. a. mit Handball, Badminton und Volleyball), der Wanderverein Iphofen und die Winzertanzgruppe. Die Schützen der Kgl-priv. Schützengesellschaft 1420 pflegen die Traditionen und sind im Besitz modernster Schießanlagen. In den 1990er Jahren wurde die Sport- und Veranstaltungshalle „Karl-Knauf-Halle“ gebaut.

### Regelmäßige Veranstaltungen
Besonders die Iphöfer Stüchtbälle in der Fastnacht, die verschiedenen Märkte (Martini- und Weihnachtsmarkt) und die fränkische Feinschmeckermesse ziehen Besucher an.
Am zweiten Adventswochenende findet ein Weihnachtsmarkt statt.

## Wirtschaft und Infrastruktur
Als Motto der Wirtschaftskraft Iphofens gilt Wein, Gips und Holz, sind Iphofens Stolz, als Anspielung auf den ausgeprägten Weinbau, den am Ort ansässigen Knauf-Konzern sowie einen reichen Waldbestand – Bewohner und Bewohnerinnen Iphofens, die im Altort ein Haus besitzen, haben noch heute das Recht, im Stadtwald Holz einzuschlagen.

### Verkehr
Iphofen liegt direkt an der Bundesstraße 8 und hat über Kitzingen-Biebelried eine gute Anbindung zum Biebelrieder Kreuz und damit an die Autobahnen A 3 und A 7. 1 km südlich des Stadtzentrums liegt der Bahnhof an der Bahnstrecke Fürth–Würzburg. Dieser ist seit dem Dezember 2006 in den Verkehrsverbund Großraum Nürnberg integriert.
Durch Iphofen verläuft der Fränkische Marienweg.

### Weinbau

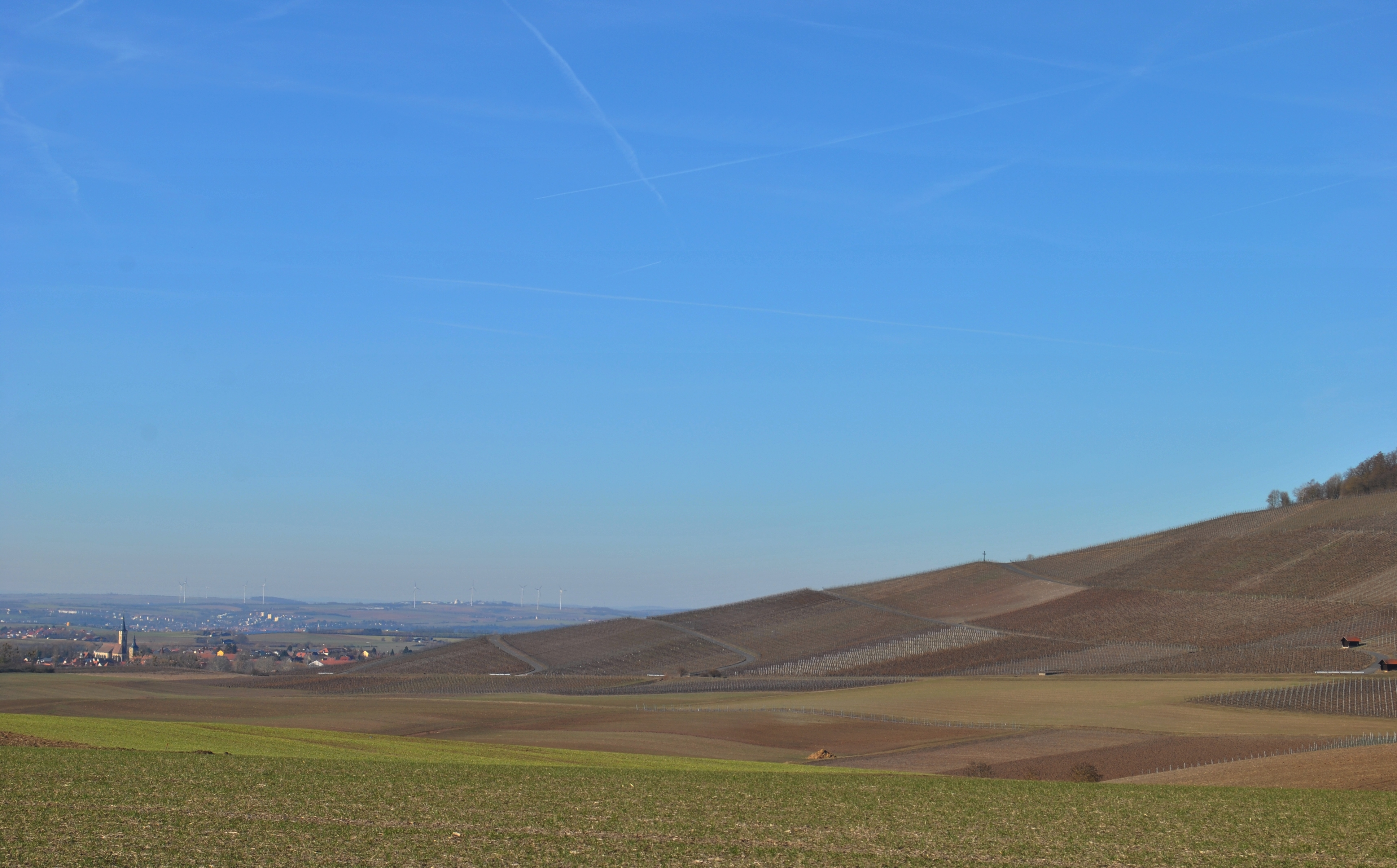
Die Weinlage Kalbberg nahe der Stadt

Iphofen ist heute bedeutender Weinbauort im Anbaugebiet Franken, belegt mit seiner Rebfläche den dritten Platz nach Volkach und Nordheim am Main. Insgesamt vier Weinlagen existieren um den Ort, der Wein wird seit den 1970er Jahren unter den Namen Iphöfer Domherr, Iphöfer Julius-Echter-Berg, Iphöfer Kalb und Iphöfer Kronsberg vermarktet. Daneben ist die Stadt namensgebende Leitgemeinde der Großlage Iphöfer Burgweg. Iphofen ist Teil des Bereichs Schwanberger Land, bis 2017 waren die Winzer im Bereich Steigerwald zusammengefasst. Die Keuperböden mit hohem Gipsanteil um Iphofen eignen sich ebenso für den Anbau von Wein, wie die Lage in der Maingauklimazone, die zu den wärmsten Deutschlands gehört.
Bereits seit dem Frühmittelalter betreiben die Menschen um Iphofen Weinbau. Die fränkischen Siedler brachten wohl im 7. Jahrhundert die Rebe mit an den Main. Bereits 1158 tauchen in einer Urkunde „vineas in Ypphofen“ auf, die dem Kloster Münchaurach gehörten. Im Mittelalter gehörte die Region zum größten zusammenhängenden Weinbaugebiet im Heiligen Römischen Reich. Die Menschen betrieben zumeist Nebenerwerbsweinbau zur Selbstversorgung, gleichzeitig bildeten sich bereits Exportzentren insbesondere entlang des Maines heraus.

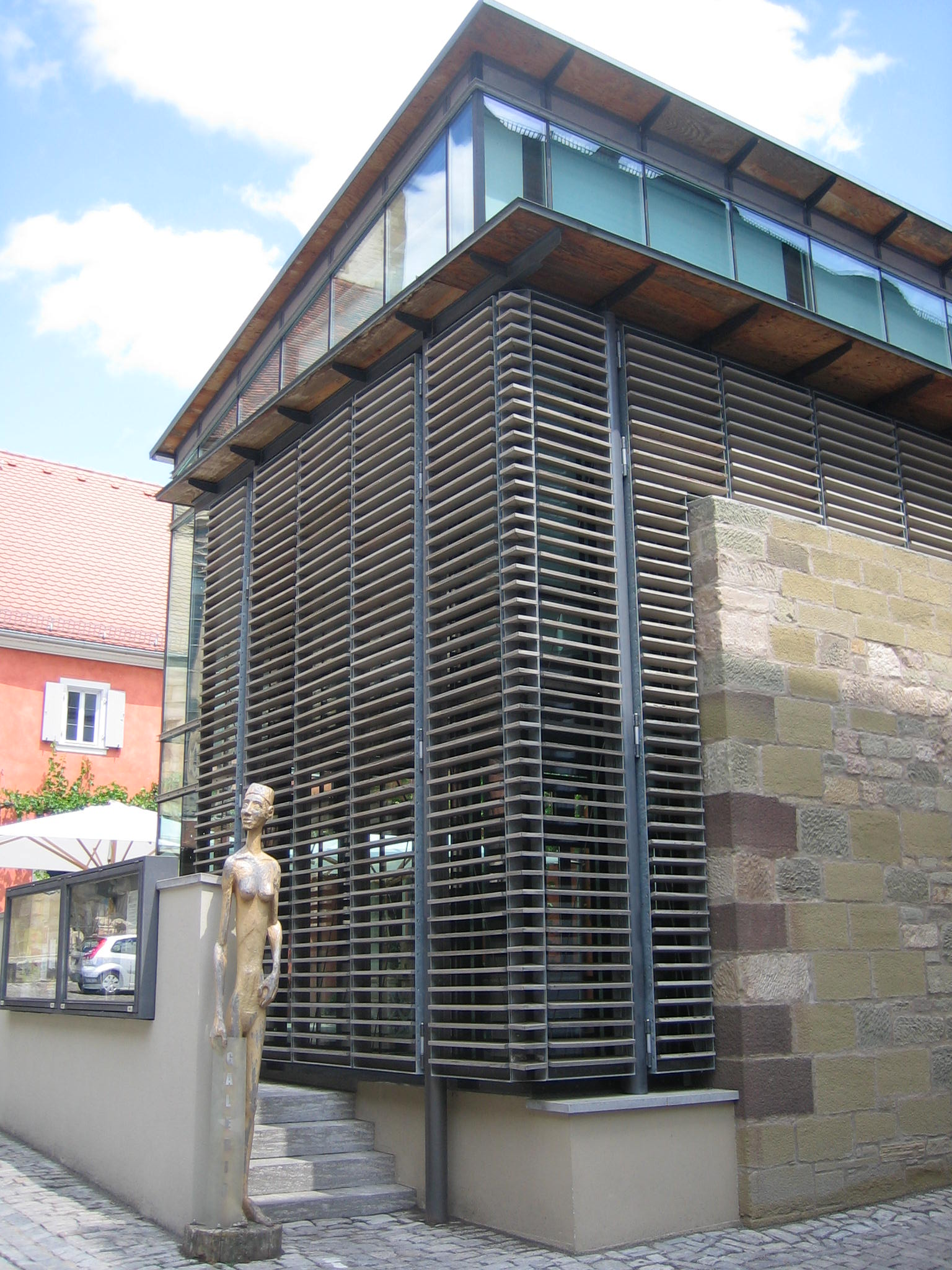
Vinothek in Iphofen

Im 15. Jahrhundert reichten die Weinberge bis vor die Stadt, die höher gelegenen Berghänge des Schwanberges, die heute das Hauptanbaugebiet für Wein um Iphofen bilden, waren allerdings noch kaum bestockt. Erst im 18. Jahrhundert entstanden die heutigen Lagen. Im Jahr 1582 befanden sich noch 320 ha Weinberge um die Stadt. Iphofen war wichtiger Weinhandelsplatz im Steigerwaldvorland, sodass die Stadtoberen mehrere Personen mit der Überwachung der Weinqualität und -menge einsetzten. Traubenstehlen im Weinberg wurde bei Wiederholung mit Verweis aus der städtischen Gemeinschaft bestraft.
Der Weinbau erlebte nach der Säkularisation zu Beginn des 19. Jahrhunderts einen umfassenden Niedergang. Vor allem klimatisch weniger begünstige Lagen gab man vollständig auf. Zusätzlich erschwerte das Aufkommen von Schädlingen wie der Reblaus den Anbau. Ab dem 30. August 1905 galt die Iphöfer Gemarkung als von der Reblaus verseucht. Konsolidieren konnte sich die Weinbauregion Franken erst wieder in der zweiten Hälfte des 20. Jahrhunderts. Der Einsatz von Düngern und verbesserte Anbaumethoden hatten dazu ebenso beigetragen wie die Organisation in Genossenschaften und die Flurbereinigung der 1970er Jahre.
Den Charakter als Weinstadt bestimmen heute mehr als 20 Winzer. Bekannte Weingüter sind das Weingut Hans Wirsching, das 2016 von Landwirtschaftsminister Helmut Brunner mit dem Staatsehrenpreis ausgezeichnet wurde, der höchsten Auszeichnung für Wein in Bayern., sowie der Winzer Johann Ruck. Er belieferte auch Papst Benedikt. Neben den beiden vorgenannten gehört auch das Weingut Johann Arnold dem Verband Deutscher Prädikatsweingüter (VDP) an. Auch das Würzburger Juliusspital besitzt in Iphofen größere Flächen. Der Schauspieler Günter Strack aus dem nahegelegenen Münchsteinach vermarktete hier außerdem einst seine eigenen Weine.
Zwei Lagen, der Julius-Echter-Berg und der Kronsberg, sind vom VDP klassifiziert und liefern erstklassige Weine. Beide Lagen besitzen sehr steile Abschnitte und sind nach Süden bzw. Südwesten ausgerichtet. Seit den 2000er Jahren versucht die Stadt ihr Profil als Zentrum des fränkischen Weintourismus zu stärken. Hierzu etablierte man neue Feste und errichtete einen Weinlehrpfad am Schwanberg. Daneben entstand eine Vinothek in der Stadtmitte. Mittelpunkt der Weinkultur ist das Winzerfest auf dem Marktplatz Mitte Juli.
| Weinlage           | Größe 1993 | Größe 2019 | Himmelsrichtung | Hangneigung | Hauptrebsorten          | Großlage                              |
| ------------------ | ---------- | ---------- | --------------- | ----------- | ----------------------- | ------------------------------------- |
| Domherr            | 21 ha      | unklar     | Süden           | 25–35 %     | Müller-Thurgau, Bacchus | großlagenfrei                         |
| Julius-Echter-Berg | 40 ha      | 163 ha     | Süden           | 35 %        | Silvaner                | Iphöfer Burgweg, Rödelseer Schloßberg |
| Kalb               | 90 ha      | 68 ha      | Süden           | 35 %        | Silvaner                | Iphöfer Burgweg                       |
| Kronsberg          | 160 ha     | 198 ha     | Süden           | 30 %        | Müller-Thurgau          | Iphöfer Burgweg                       |

### Ansässige Unternehmen
Neben dem Weinbau ist die Gips- bzw. Baustofffirma Knauf Gips KG der bestimmende Wirtschaftsfaktor. Über die Gewerbesteuer hinausgehend unterstützt sie mit Zuschüssen Vereine und gemeinschaftliche Einrichtungen. Die Knauf-Halle, das Knauf-Museum, der Erhalt des mittelalterlichen Stadtkerns, das Hallenbad, das Gebäude für die Winzer: All dies wäre ohne die Gewerbesteuer, die Zuschüsse des Unternehmens und die Einkommen der Knauf-Beschäftigten für eine Gemeinde mit weniger als 5.000 Einwohnern nicht finanzierbar.
Die geschäftsführenden Gesellschafter Nikolaus und Baldwin Knauf engagieren sich auch politisch in der Gemeinde und in der Region.
Des Weiteren gibt es mehrere Lebensmittel- und Fachmärkte sowie viele mittelständische Betriebe.

### Öffentliche Einrichtungen
Iphofen verfügt über die normalen Organe einer Verwaltungsgemeinschaft. Die Behörden sind im Gebäude der alten Schule untergebracht. Das Bürgermeisteramt befindet sich im Rathaus.

### Bildung
In Iphofen befinden sich die Dr. Karlheinz-Spielmann-Volksschule, das Erich Kästner Kinderdorf, Grund- und Mittelschule und ein Bildungszentrum der Bundesagentur für Arbeit.

## Persönlichkeiten

### In Iphofen geboren
- Niklas Roßkopf (gen. 1511, 1518), bambergisch-fürstlicher Werkmeister, als solcher am Bau der Festung Rosenberg in Kronach beteiligt[20]
- Veit Vendt († 1503), Zisterzienserabt von Ebrach
- Leonhard Gnetzamer (um 1516–1566), Benediktinerabt von Aura und Münsterschwarzach
- Leonhard Krenzheim (1532–1598), evangelischer Theologe
- Johann Papius (1558–1622), Logiker und Mediziner
- Paulus Papius (um 1560–1607), Secretarius und Historiker
- Georg Ludwig Frobenius (1566–1645), Mathematiker und Buchhändler
- Johannes Crellius (geb. Hellmitzheim 1590–1633)
- Peter Bertsch (geboren als Johann Jakob, 1671–1741), Propst des Augustiner-Chorherrenstifts Triefenstein
- Melchior Philipp Rothmund (1723–1778), Seminarregens in Ellwangen, Kapitular des Stiftes Haug in Würzburg
- Gabriel Klinger (geboren als Johann Andreas Franz, 1742–1826), Provinzial der fränkischen Kapuziner-Provinz
- Franz Reichert (1750–1793), Mitglied des Münchner Prediger-Instituts
- Valentin Arnold (1798–1860), Schriftsteller[21]
- Joseph Winzheimer (1807–1897), Arzt und Landtagsabgeordneter
- Wilhelm Braun (1810–1892), Maler[22]
- Karl Heim (1886–1914), Maler[23]
- Franz Dülk (1928–2016), Zeitungswissenschaftler und Fernsehproduzent
- Franz Brosch (* 1949), Politiker (CSU) und Verbandsfunktionär
- Siegfried Naser (* 1951), Politiker (CSU) und Präsident des Bayerischen Sparkassenverbands
- Jonathan-Johannes Düring (* 1960), Autor und Theologe[24]

### Mit Iphofen verbunden
- Christian Bönicke (1745–1805), Geistlicher und Hochschullehrer, Bönicke war mehrere Jahre als Kaplan in Iphofen tätig
- August von Platen-Hallermünde (1796–1835), Dichter, von Platen–Hallermünde weilte im Jahr 1819 mehrere Wochen in Iphofen. In dieser Zeit schrieb er mehrere Tagebucheinträge, die das Leben in der Stadt zum Thema haben[25]
- Hans Pfitzner (1869–1949), Komponist, Dirigent und Autor, Pfitzner hielt sich im Mai 1930 für zehn Tage in Iphofen auf und schrieb hier an seiner Oper „Das Herz“
- Karlheinz Spielmann (1908–1980), Jurist und Leutnant der Luftwaffe, Spielmann trieb die Ernennung Iphofens zur „Lazarettstadt“ voran
- Fernand Renard (1912–1988), französischer Maler, Renard war als Kriegsgefangener während des Zweiten Weltkriegs in Iphofen und schuf hier sein Hauptwerk
- Andreas Brombierstäudl (1915–2012), Lehrer und Heimatforscher, Brombierstäudl war Rektor der Iphöfer Volksschule und leitete nach seiner Pensionierung das Stadtarchiv